# Historia de Venezuela (1999-presente)
La historia de Venezuela desde 1999 comprende el período iniciado tras la asunción de Hugo Chávez, en el cual el país cambió su nombre a República Bolivariana de Venezuela, y símbolos como su bandera y escudo nacional. Cesó la representación presidencial de los principales partidos adheridos al Pacto de Puntofijo, dando auge a la Revolución bolivariana y la oposición que surgió de las escisiones de los partidos tradicionales tras la vuelta a la democracia, Acción Democrática y Copei.
Marcó la vuelta del militarismo en Venezuela, con el primer presidente militar desde Wolfgang Larrazábal. En 2002 el gobierno de Chávez tuvo el primer golpe de Estado desde 1958, a Marcos Pérez Jiménez, aunque restaurando su poder finalmente.
Ha habido dos presidentes electos y juramentados de jure (Hugo Chávez y Nicolás Maduro), uno de facto (Pedro Carmona) y dos interinos (Diosdado Cabello y Juan Guaidó, presidentes de la Asamblea Nacional).
Según el índice de democracia de The Economist, en 2022 Venezuela figuró en el puesto 147 de países del mundo.

## Revolución bolivariana

### Gobiernos de Hugo Chávez
En 1992 Hugo Chávez lidera un fallido Golpe de Estado el 4 de febrero contra el presidente Carlos Andrés Pérez. El intento falla, Chávez asume la responsabilidad de los hechos y es apresado. Sin embargo a partir de este momento Chávez comenzará a gozar de una gran popularidad y en 1998 es elegido presidente por mayoría de votos, contando con el apoyo del partido fundado por él, Movimiento V República, y una alianza de izquierda llamada "Polo Patriótico", conformado por los partidos izquierdistas como Patria Para Todos, Partido Comunista de Venezuela y, en un primer momento Movimiento al Socialismo (MAS), si bien este último actualmente pertenece a la oposición.
El 16 de diciembre del año siguiente sucede una de los desastres naturales más destructivos de Venezuela, unas severas lluvias, causan inundaciones que destruyen a pueblos enteros y la pérdida de muchas vidas humanas así como ingentes daños materiales en muchas zonas del país, pero especialmente el recién constituido estado Vargas, en el litoral central en la costa caribeña venezolana, fue conocido como la Tragedia de Vargas. El mismo día en el que sucede la tragedia natural, el gobierno había convocado un referéndum para la aprobación de la nueva Constitución. A pesar de los llamados de la oposición, Chávez no lo suspende. En dicho referéndum se aprobó por mayoría, aunque con poca asistencia de votantes, el texto de la nueva constitución venezolana en el cual se cambia el nombre oficial de la República de Venezuela, por el de República Bolivariana de Venezuela.
Las políticas de Chávez dentro de lo que denomina Revolución bolivariana generaron un amplio apoyo entre sus partidarios, y un gran rechazo entre los sectores de la oposición. La oposición comenzará a acusar de corrupción al gobierno de Chávez, cuya política internacional más destacable en un primer momento fue una alianza con los países árabes productores de petróleo y especialmente con la Cuba de Fidel Castro. Desde un principio Chávez tuvo que lidiar con la oposición a su gobierno, que en el transcurrir de su presidencia se vuelven más contundentes.
En 2002 comenzaron grandes protestas en su contra, debido a la aprobación de una serie de 47 leyes a través de un decreto habilitante, que según el gobierno tenían como objetivo promover una nueva reforma agraria, beneficiar a los campesinos, al pescador artesanal y reactivar miles de hectáreas de tierras ociosas en manos de grandes latifundistas, siendo el mayor de todos ellos el mismo estado venezolano. La oposición alegaba que las leyes perjudicaban al empresario y a los ganaderos y guiaban al país hacia un modelo de gobierno "castrocomunista".
La oposición política, conformada principalmente por las grandes cámaras empresariales y los grandes medios de comunicación, ampliada por sectores políticos socialdemócratas y de centro-izquierda (AD, COPEI, Primero Justicia, Proyecto Venezuela, etc.), así como algunos sectores de izquierda descontenta (MAS, La Causa Radical y Bandera Roja), exigió convocar a un referéndum para sacarlo del poder. Chávez manifestó que no renunciaría y recordó que, según la Constitución de 1999, solo podía haber un referéndum revocatorio al alcanzarse la mitad de su mandato, momento que se cumplía en agosto de 2003. Declaró que, si renunciaba antes, estaría violando la Constitución. Desde entonces, hubo un enfrascamiento público de insultos entre los "revolucionarios"  y la oposición. Advirtiendo una gran polarización social que tradujo entre marchas de ambos mandos, de manera continua, solo se redujeron en el año 2004, cuando Chávez ganó el referéndum para revocar su mandato, pero la inestabilidad política y las recriminaciones mutuas no cesaron.
Sus políticas no solo causaron resentimiento en la población de clase media y alta, sino que también roces con el gobierno de los Estados Unidos, debido a su relación con el mencionado apoyo a Fidel Castro y su posición frente a las invasiones contra Afganistán en 2002 y contra Irak en 2003.

#### Golpe de Estado de 2002
El 11 de abril del 2002 se consumó un golpe de Estado contra Chávez que lo derrocó por dos días, ese mismo día se genera uno de los hechos violentos más relevantes de la historia contemporánea, la cual es la masacre de 14 personas, seis opositores y ocho oficialistas en la ciudad de Caracas-. El dirigente de Fedecamaras (Cámara de comerciantes) Pedro Carmona se autoproclama presidente de Venezuela violando el hilo constitucional,  y aprovecha junto a otro grupo de personas de disolver el Tribunal, los ministerios, la Asamblea y en general la constitución lo cual le dejaba pleno poder para gobernar la nación, hecho que fue repudiado por el pueblo debido a su fuerte contenido dictatorial. Este mina rápidamente la imagen del gobierno, pierde el apoyo de los militares, y Chávez es restituido el 13 de abril.

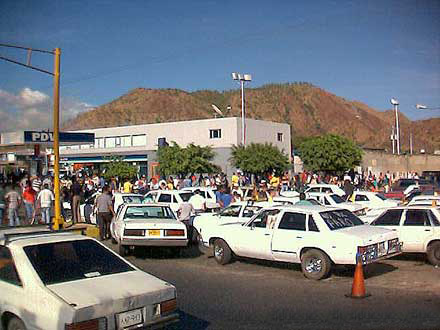
Escasez de combustible en Venezuela de 2002.

En ese mismo año se realizó un paro general, siendo el tercero hecho por la oposición, llamado "paro nacional de carácter indefinido" según el lenguaje de los opositores, el gobierno lo tilda de "sabotaje petrolero" ya que en él se vio afectado PDVSA, la compañía estatal de petróleo y pilar fundamental de la economía venezolana, con pérdidas estimadas entre los quince y veinte mil millones de dólares para el país, así como también pérdidas humanas causadas por accidentes debido al manejo personal de la gasolina y por el entorpecimiento del área del transporte público y privado.[cita requerida] El gobierno acusaba a los trabajadores petroleros de conspirar y realizar sabotajes en la misma, se despiden a más de 15.000 de trabajadores de PDVSA y son acusados de "conspiradores", "traidores a la patria" y "tecnócratas". En el lapso que duró la huelga general las manifestaciones de opositores y oficialista se sucedía todos los días y los canales de televisión privados suspendieron su programación habitual y dejaron de emitir publicidad, para transmitir los incidentes de la huelga, que duró dos meses desde diciembre de 2002 hasta principios de febrero de 2003.

#### Restitución de Hugo Chávez
El mencionado referéndum para destituir a Chávez fue planteado por el oposicionismo a Chávez desde 2002, donde muchas personas exigen la renuncia de Chávez mediante manifestaciones, y se pide la realización de un referéndum revocatorio (elemento que fue introducido en la nueva constitución), tras múltiples protestas y recolecciones de firmas  finalmente se realiza en 2004, en él Chávez es ratificado. A partir de ese mismo año Chávez comienza a definir el carácter socialista de la Revolución Bolivariana, enmarcado dentro de lo que denomina Socialismo del siglo XXI y se agudiza los ataques al gobierno de Estados Unidos de George W. Bush.
En verano del 2005 se celebró en Venezuela el 16º Festival Mundial de la Juventud y los Estudiantes, que congregaron a cerca de 20.000 jóvenes. A finales de ese mismo año, en un acto público se declaró al país libre de analfabetismo, debido a la erradicación según los estándares de la ONU de ese problema, en gran medida por el programa alfabetizador llamado Misión Robinson. Sin embargo, con posterioridad ciertas cifras del Estado venezolano, así como de las mismas Naciones Unidas, han puesto en evidencia hay aún analfabetismo en Venezuela.
En 2008 Francisco Rodríguez y Daniel Ortega publicaron su trabajo de investigación titulado ¿Libre de analfabetismo? Una mirada cercana a la campaña de alfabetización Robinson de Venezuela,  donde estudiaron los resultados del programa de alfabetización Misión Robinson y determinaron que tuvo efectos muy pequeños sobre el nivel de alfabetización, consiguiendo incluso que en varias de las estimaciones que realizaron el efecto era estadísticamente indistinguible de cero. En su reporte Reporte de Monitoreo del EPT del año 2015, la Unesco reportó que Venezuela no alcanzaría el cuarto objetivo del Marco de Acción de Dakar, que consistía en “aumentar de aquí al año 2015 el número de adultos alfabetizados en un 50%, en particular tratándose de mujeres, y facilitar a todos los adultos un acceso equitativo a la educación básica y la educación permanente”, al menos de acuerdo con su proyección de 2013 que estimaba que Venezuela se encontraría entre los países que estarían alrededor de 5% por debajo del objetivo. El chavismo ganó la mayoría de cargos en las elecciones municipales de agosto en ese año.
La política internacional se vuelve cada vez más activa en el gobierno de Chávez. En noviembre de 2005, Venezuela tiene un incidente diplomático con México, y en contrapartida se afianzan las relaciones con los países del Mercosur. A su vez, se distancia con la Comunidad Andina. La conflictividad con Estados Unidos prosigue, en donde se expulsó del territorio nacional a agregados militares, agentes estadounidenses en distintos organismo como los de la DEA, es reseñable la expulsión también de evangelizadores religiosos (Las Nuevas Tribus). Se mejora las relaciones con España, con intención de compra de patrulleras y equipos militares, hecho entorpecido por el gobierno estadounidense que ha intentado bloquear su venta, igualmente se adquiere material bélico a Irán y Rusia. Las compras han sido muy criticadas por Estados Unidos.
El 4 de diciembre del 2005 se celebraron las elecciones legislativas, en las cuales los partidos que apoyaban al presidente Chávez obtuvieron la totalidad de escaños en el parlamento al haberse retirado de la contienda la mayoría de candidatos de la oposición acusándolas de fraudulentas y que no garantizaban el voto secreto, decisión que tomaron a pocos días de los comicios. Esta decisión tuvo como resultado un alto nivel de abstención en dichos comicios de más del 70%.
En enero de 2006 Venezuela fue sede del Foro Social Mundial, siendo visitado el país por miles de activistas de izquierda y pacifistas de todo el mundo, en este aspecto Chávez abogó por la independencia de Puerto Rico y salida de los soldados estadounidenses en Irak. En diciembre de 2006 es reelecto Hugo Chávez como presidente de Venezuela.

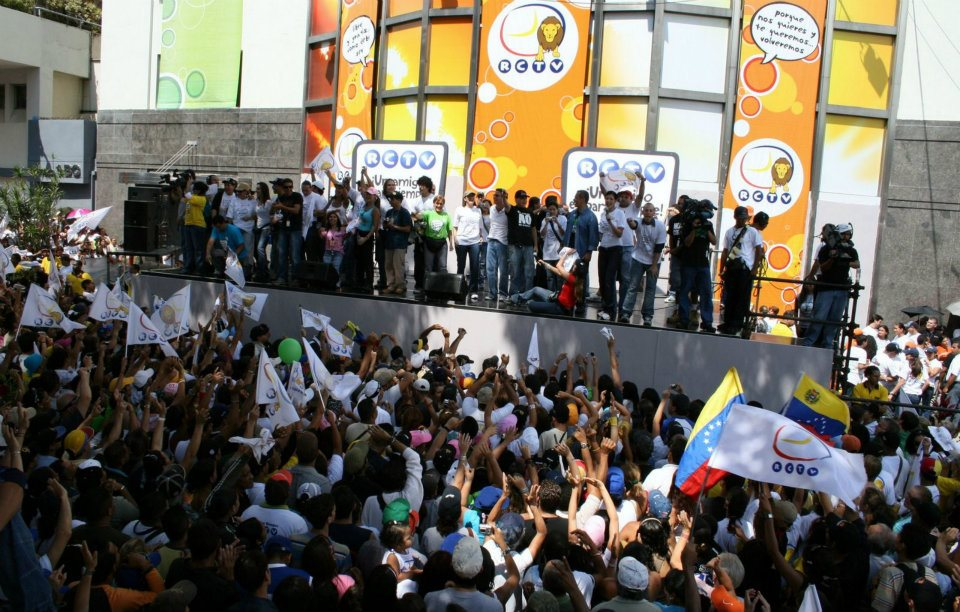
Protestas por el cierre de RCTV.

En 2007 ocurrió el Cierre de RCTV y se vivieron múltiples protestas durante todo el año. En diciembre es declinada la reforma constitucional promovida por Hugo Chávez a través de un referéndum, convirtiéndose en la primera derrota electoral de Chávez.

El 7 de octubre de 2012, Hugo Chávez es reelecto para su tercer período constitucional. Ante una nueva intervención quirúrgica realizada en Cuba en diciembre, el mandatario no estuvo en condiciones de prestar su nuevo juramento establecido para el 10 de enero de 2013.

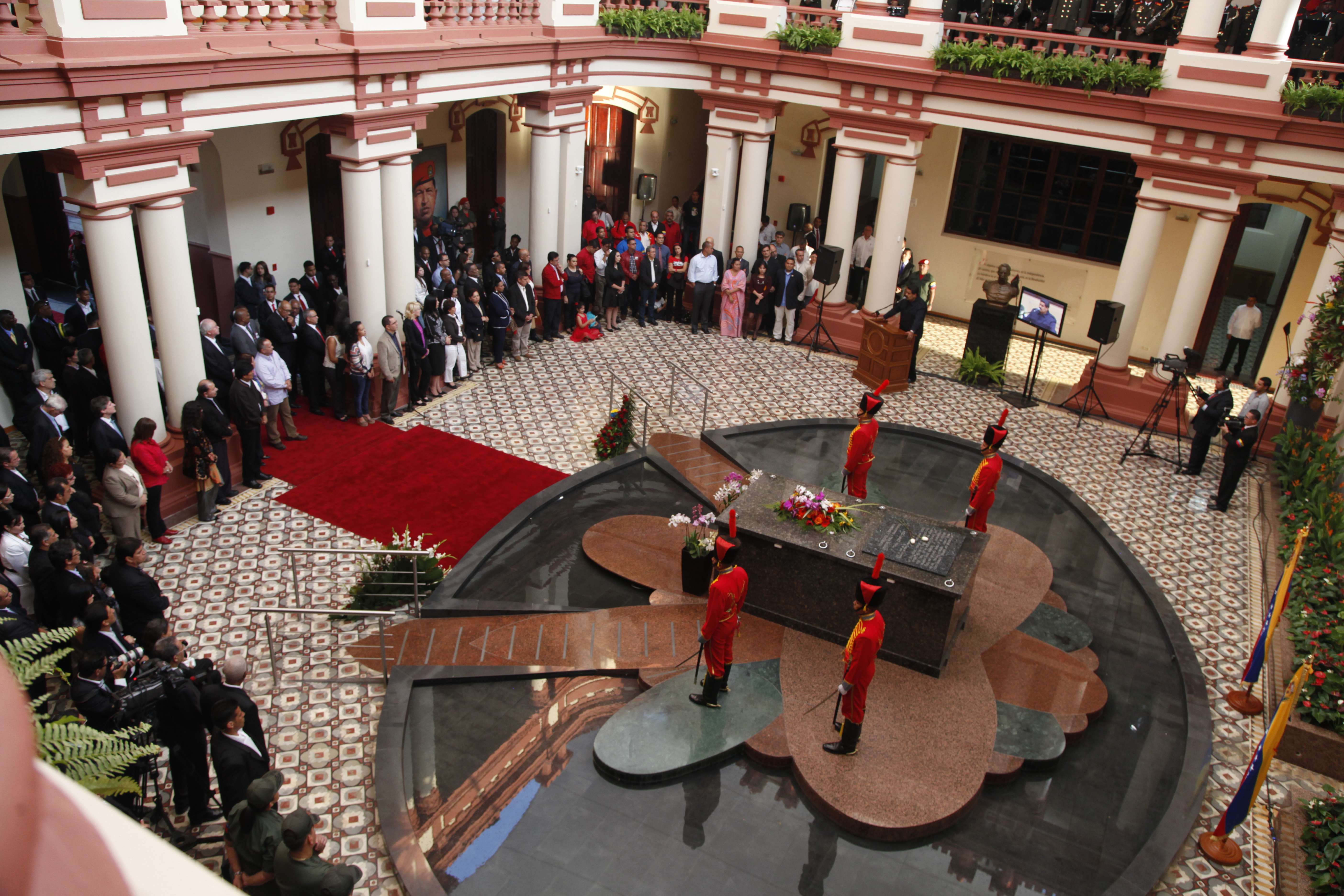
Tumba de Hugo Chávez en el Cuartel de la Montaña.

El 5 de marzo de 2013, Hugo Chávez falleció tras luchar varios meses contra el cáncer y según mandato del artículo 233 de la Constitución de Venezuela quedó encargado de dirigir la nación el para entonces vicepresidente ejecutivo Nicolás Maduro.
Mientras Chávez estaba en el poder, su gobierno fue acusado de corrupción, de manejar la economía para objetivos personales, propaganda, compra de lealtad de oficiales del ejército, la participación de funcionarios públicos en el tráfico ilegal de drogas, asistencia a terroristas, intimidación de los medios, y abusos de derechos humanos contra sus ciudadanos.

### Fin de la democracia

#### Gobiernos de Nicolás Maduro
Tras resultar electo como Presidente de la República, se empieza a agudizar un deterioro de la economía venezolana, en la que se evidencian varios problemas como la escasez, recesión, aumento del desempleo, que fue acompañado por una crisis social y política, aumento de la desigualdad y pobreza en el país. Esta situación llevó al gobierno venezolano a impulsar varias medidas para tratar de suavizar las consecuencias antes mencionadas.
Para las elecciones parlamentarias del 2015 la oposición al gobierno gana 112 de los 167 diputados de la Asamblea Nacional (56,2 % de los votos), y la primera victoria electoral de peso para la oposición en 17 años.

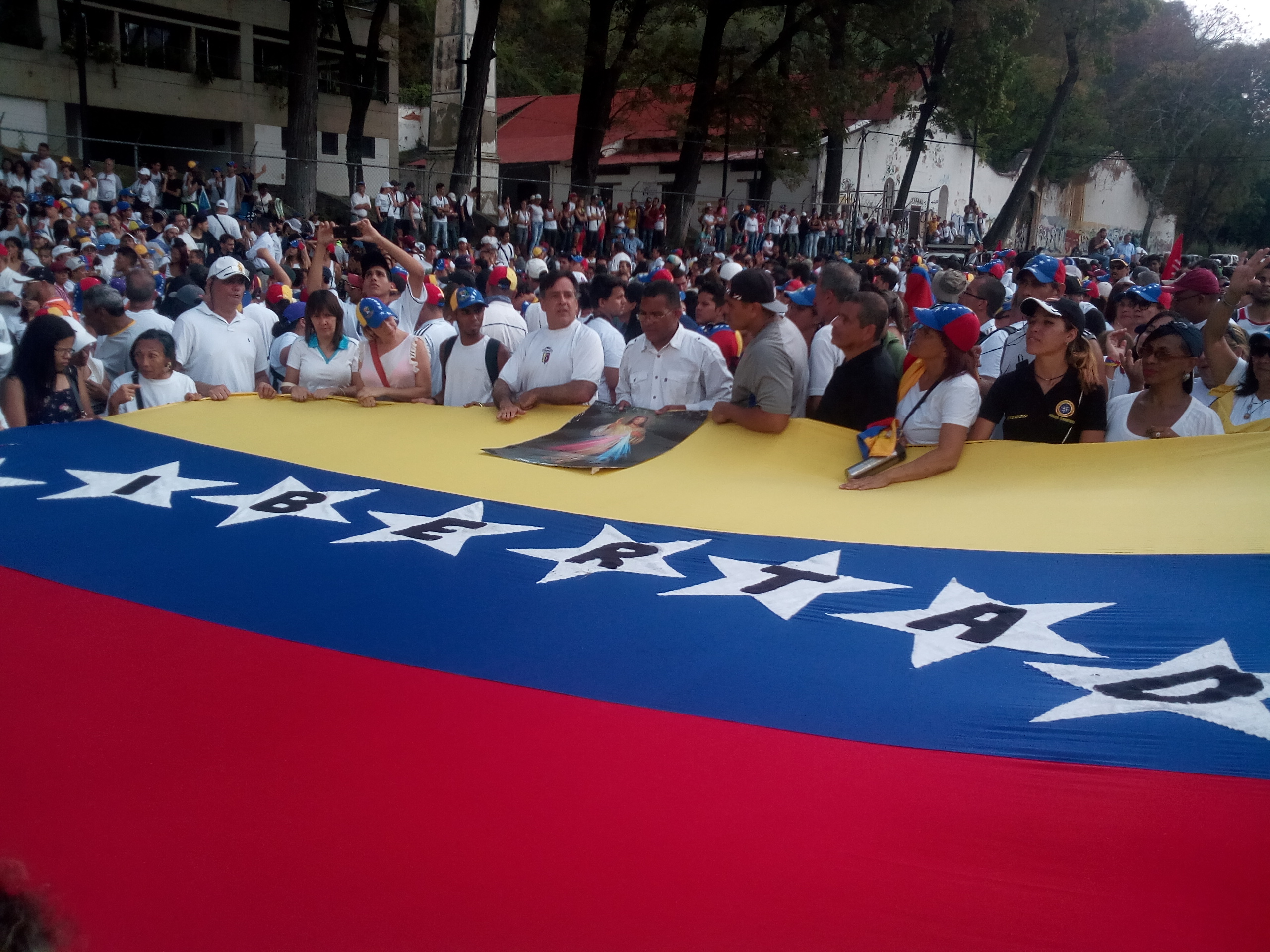
Marcha de oposiciòn en marzo de 2017.

El 17 de febrero de 2016, Maduro anuncia el aumento de la gasolina, quedando en 1 Bs. para la de 91 octanos y en 6 Bs. para la de 95 octanos, representando un 1328,57 % y 6085,56 % de incremento en el precio que se manejaba desde 1996. De igual forma, el salario mínimo se aumentó a 11 578 Bs. y el bono de alimentación se incrementó a 13 275 Bs. Por su parte, el sistema marginal de dividas (SIMADI) pasa a ser sistema complementario flotante, pasando de un dólar a 6,13 Bs. a 10 Bs. En abril, Nicolás Maduro anuncia el aumento del salario mínimo en un 30 % quedando en 15 051 bolívares y el cesta ticket a 3,5 UT ubicándose en 18 585 bolívares. El 1 de mayo del mismo año entra en vigencia el nuevo huso horario del sistema UTC -4:30 horas a UTC -4:00 horas en toda Venezuela, con el fin de aprovechar la luz solar y así ahorrar energía eléctrica.

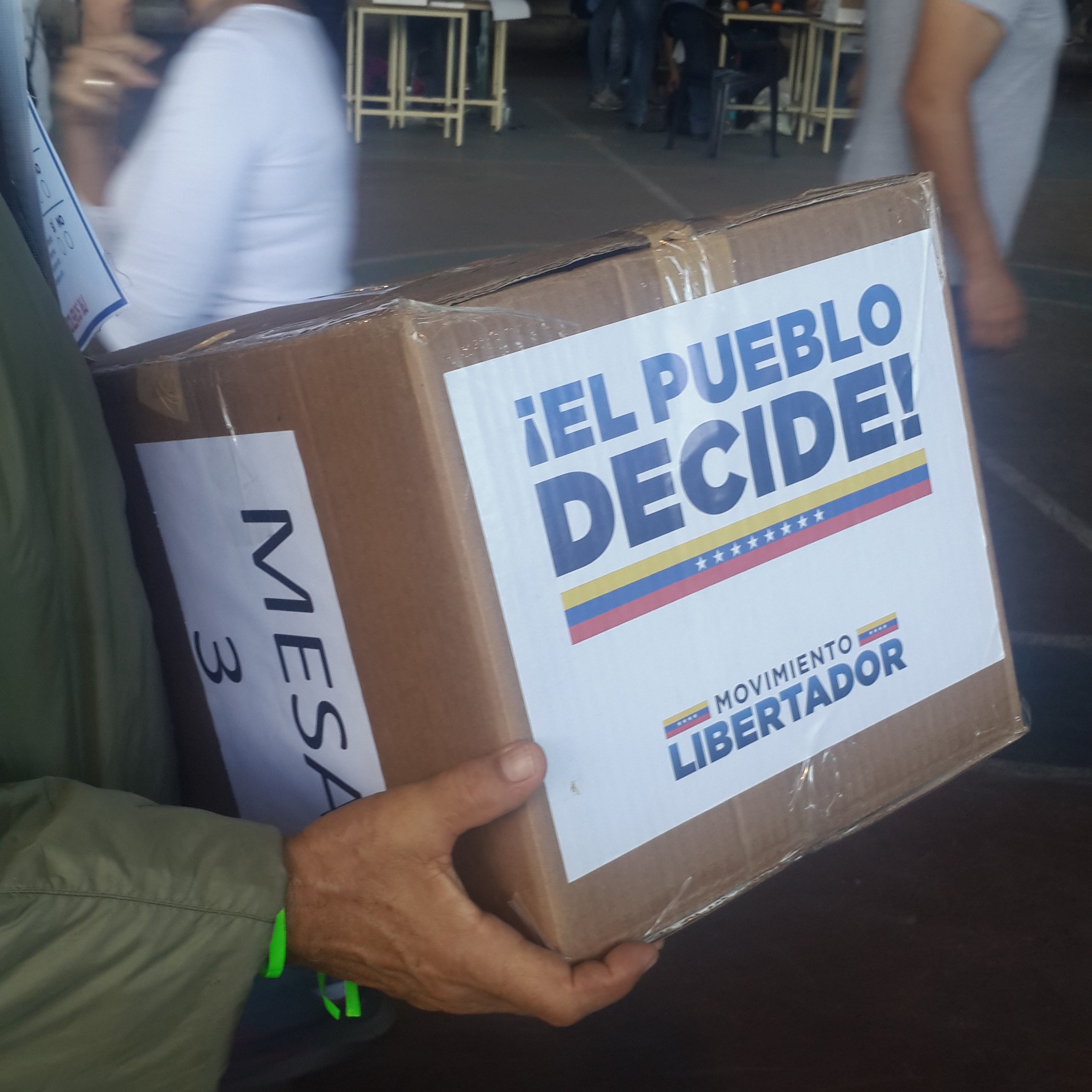
Cajas de la consulta popular del 16 de julio de 2017.

Se realizan protestas y marchas en contra del gobierno de Nicolás Maduro entre abril y mayo de 2017, exigiendo elecciones. Por su parte, Nicolás Maduro anunció llamar a una Asamblea Nacional Constituyente Comunal. Sectores opositores al gobierno rechazaron el anuncio y expresaron inconstitucional la medida.  Para el 16 de julio, la oposición al gobierno de Maduro realizó una consulta popular donde 7 535 529 venezolanos rechazan la ANC y apoyan a la Asamblea Nacional (AN) para tomar decisiones. El gobierno desconoció esta consulta. De igual forma, la comunidad internacional manifiestan su descontento y desconocimiento de la ANC, entre los países que se expresaron, están Argentina, Brasil, Colombia, Estados Unidos, entre otros; así como organismos internacionales como la OEA en los cuales plantearon la suspensión de la ANC, por su parte Mercosur, anunció la posibilidad de expulsar a Venezuela de su organismo. Las elección de la Asamblea Nacional Constituyente se realizó el 30 de julio, donde el Consejo Nacional Electoral dio a conocer que 8 089 320 personas sufragaron. El mismo día, se reportaron al menos 15 muertos en las protestas que surgieron a raíz del rechazo a la ANC. A finales del año 2017 miembros del gobierno y fracciones de la oposición venezolana, realizaron diferentes encuentros con el fin de lograr acuerdos políticos. Tras la crisis, trabajadores del sector petrolero protestan por mejoras salariales, mientras tanto en PDVSA se prohíbe renunciar.
A principios de enero de 2018, ocurrieron saqueos en diversas ciudades de Venezuela. Por su parte, la Asamblea Nacional señaló qué la inflación acumulada del año 2017, finalizó en 2616 %.
El 20 de mayo de 2018, Nicolás Maduro Moros resultó elegido para un segundo período (2019-2025). Dichos comicios pusieron en duda la legitimidad de Nicolás Maduro tras la no participación de gran parte de la oposición debido a falta de garantías, las denuncias de fraude formuladas por su contrincante Henri Falcón y su desconocimiento anunciado por la comunidad internacional, provocando nuevamente sanciones provenientes de EE. UU. y la UE contra funcionarios venezolanos.

#### Sanciones
Los gobiernos de Estados Unidos, Canadá y la Unión Europea han sancionado varios funcionarios del gobierno venezolano, incluyendo al presidente Nicolás Maduro. El 3 de diciembre de 2017, Nicolás Maduro dio a conocer la creación de la criptomoneda "petro", para evitar el bloqueo financiero. El 18 de enero de 2018, fueron sancionados funcionarios venezolanos por países de la Unión Europea, entre los que se mencionan a Néstor Reverol, ministro de Interior, Justicia y Paz; Maikel Moreno, presidente del Tribunal Supremo de Justicia; y Diosdado Cabello, miembro del Partido Socialista Unido de Venezuela.

#### Rebeliones
En la madrugada del 6 de agosto de 2017, un grupo de militares toman por asalto el Fuerte Paramacay, Municipio Naguanagua del Estado Carabobo, comandados por el Capitán Juan Caguaripano. En la madrugada del 15 de enero de 2018, el área de El Junquito, fue acordonado por cuerpos de seguridad del estado, incluyendo militares. Luego se dio a conocer el paradero de Óscar Alberto Pérez en este sector, quien difundió por las redes sociales su situación, posteriormente manifestó su rendición, mientras las fuerzas de seguridad seguían disparando. En primera instancia resultó muerto Heiker Vásquez, quien ha estado relacionado con los grupos llamados colectivos. La versión oficial de los cuerpos de seguridad, exclamaron que dos funcionarios resultaron muertos y al menos cinco heridos. El mismo día, Nicolás Maduro rindió su memoria y cuenta del 2017, ante la Asamblea Nacional Constituyente.
Al día siguiente, el ministro de Interior y Justicia, Néstor Reverol en rueda de prensa declaró la muerte de Óscar Pérez y otros seis miembros, a quienes calificó como una "célula de terroristas". Por su parte, Luisa Ortega Díaz desde el exilio exclamó, que la muerte de Pérez, fue una violación de los derechos humanos. Por otro lado, la Asamblea Nacional investigará la muerte de Pérez, así también señaló que la presentación de memoria y cuenta por parte del presidente viola la Constitución de Venezuela, ya que está debió realizarse ante tal institución. El mismo día, algunos medios difundieron vídeos donde se observan funcionarios ejecutando un lanza cohete RPG-7, contra la vivienda donde se localizaba Óscar Alberto Pérez.

### Crisis presidencial
En la mañana del 30 de abril de 2019 Juan Guaidó junto a Leopoldo López dieron anuncio del inicio de la operación Libertad desde las inmediaciones de la Base Aérea de la Carlota, que no logró sus objetivos planteados. Juan Guaidó se fue de Venezuela en 2023 después de su precandidatura presidencial.
Para el 2024 se realizaron elecciones presidenciales con fuertes protestas en las principales capitales de toda Venezuela.
El 12 de agosto de 2024, se crea el Consejo Nacional de Ciberseguridad bajo el decreto n.° 4.975.
El 3 de abril de 2024, Venezuela promulga la Ley Orgánica para la Defensa de la Guayana Esequiba que crea un nuevo estado en el territorio en disputa. Para mayo de 2025, se eligió el primer gobernador para el Estado de Guayana Esequiba, resultando ganador Neil Villamizar y en junio del mismo año, se constituyó el primer Consejo Legislativo para dicho estado.